# لنگ لیک (داکوتای جنوبی)
لنگ لیک(به انگلیسی: Long Lake) شهری در ایالت داکوتای جنوبی کشور ایالات متحده آمریکا است که جمعیت آن در سرشماری سال ۲۰۱۰ میلادی، ۳۱ نفر بوده‌است.